# سازند هل کریک
سازند هل کریک یا سازند نهر دوزخ (به انگلیسی: Hell Creek Formation) سازندی است که به واسطه نمایان بودن مورد مطالعه گسترده قرارگرفته است، بیشتر این سازند مربوط به دوره کرتاسه پسین و بخش‌های پایین‌تر آن مربوط به پالئوسن هستند. نام‌گذاری این سازند بر اساس نمایان بودن آن در امتداد نهر دوزخ در نزدیکی جردن، مونتانا است. این سازند در بخش‌هایی از مونتانا، داکوتای شمالی، داکوتای جنوبی و وایومینگ دامن گسترده‌است. در مونتانا این سازند بر روی سازند دره روباه قرارگرفته است، همچنین محل قرارگیری بنای ملی ستون پمپی بخشی جدا در سازند نهر دوزخ است. در سال ۱۹۶۶، سرویس پارک ملی، منطقه فسیلی نهر دوزخ را به عنوان منطقه ملی طبیعی تعیین کرد.
سازند نهر دوزخ دربردارنده مجموعه‌هایی از رس‌های آب شور و شیرین، گل سنگ‌ها و ماسه سنگ‌هایی است که در دوره‌های ماستریختین و دانین در پایان کرتاسه و آغاز پالئوژن، بر اثر فعالیت‌های رسوب گذاری در بسترهای پر نوسان رودها، دلتاها و بسیار به ندرت پوده‌های مرداب‌ها در امتداد حاشیه قاره ای شرقی کم ارتفاع که در مقابل دریاراه داخلی غربی کرتاسه قرار دارد، رسوب کرده‌اند. این منطقه دارای هوایی معتدل بوده‌است و حضور تمساح سانان نشان از آب و هوایی نیمه گرمسیری و بدون سرمای سالانه طولانی دارد. مرز سرشناس سرشار از ایریدیم کرتاسه-پالئوژن که کرتاسه را از دوران نوزیستی جدا می‌کند، به صورت لایه‌هایی که در جاهایی بالا و در جاهایی درون سازند هستند به‌طور ناپیوسته ولی قابل تشخیص در نزدیکی مرز سازند با سازند دژ اتحادیه که روی آن جای گرفته، قرارگرفته است.
بزرگترین مجموعه از فسیل‌های نهر دوزخ در موزه راکی در بووزمن، مونتانا جای گرفته و به نمایش گذاشته شده‌است. نمونه‌هایی که در موزه به نمایش گذاشته شده‌است نتیجه پروژه «نهر دوزخ» موزه است؛ این پروژه یک همکاری میان موزه، دانشگاه ایالتی مونتانا، دانشگاه واشینگتن، دانشگاه کالیفرنیا، برکلی، دانشگاه داکوتای شمالی و دانشگاه کارولینای شمالی است که در سال ۱۹۹۸ آغاز شد.

## نگاره‌ها

جانوران نهر دوزخ
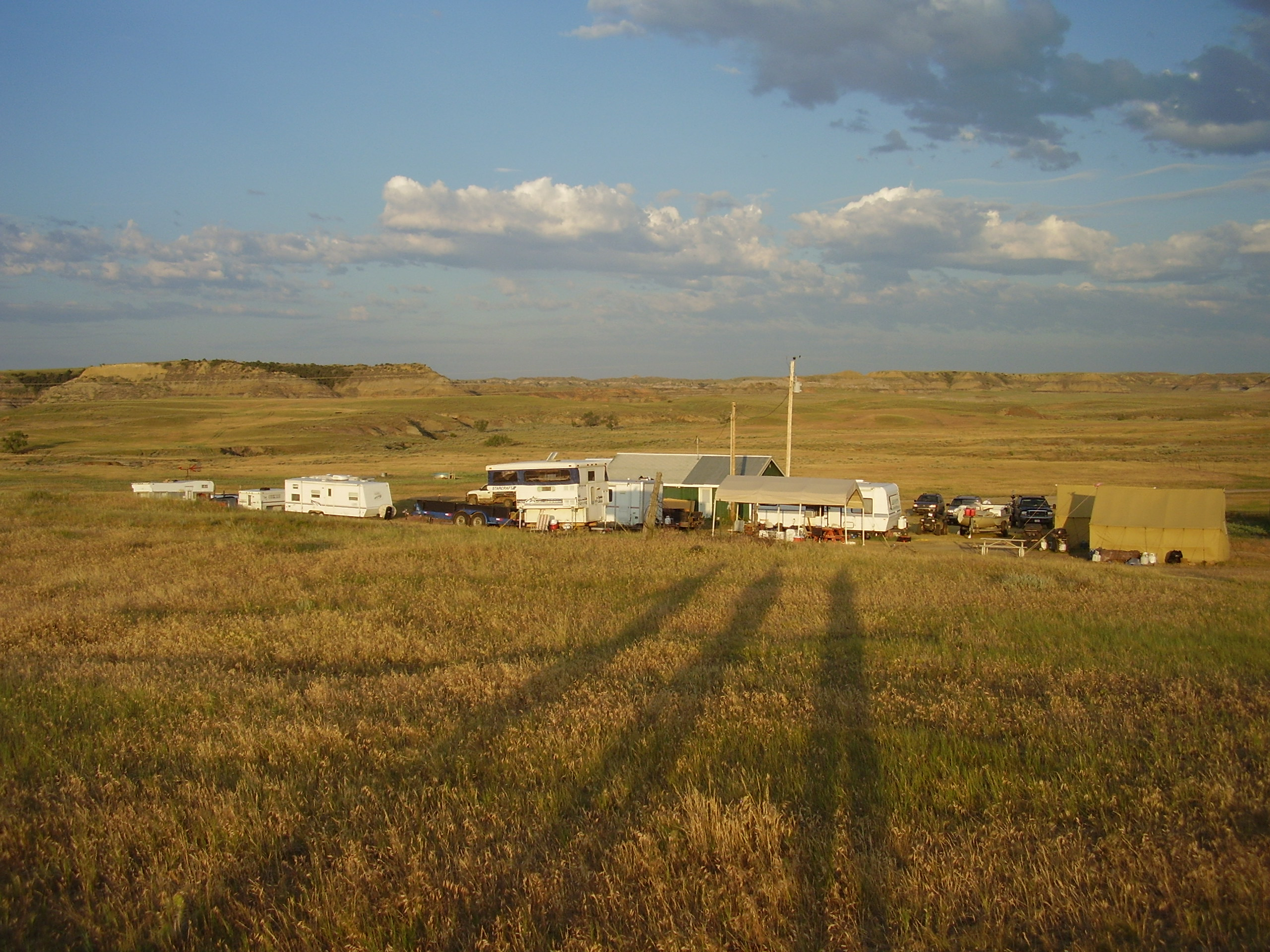
کمپ دیرین‌شناسی موزه راکی در شرق مونتانا
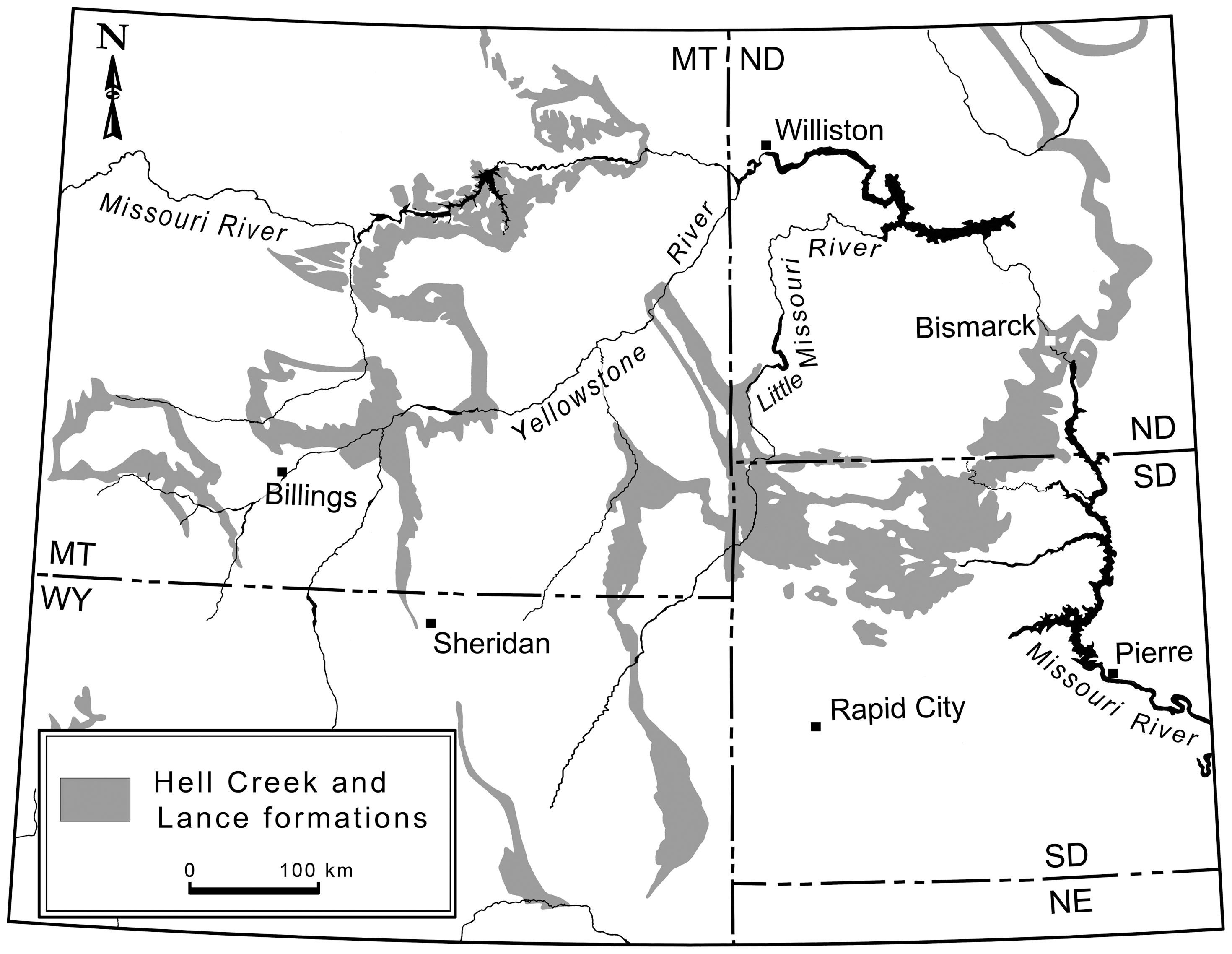
نقشه نهر دوزخ در شمال غربی ایالات متحده آمریکا
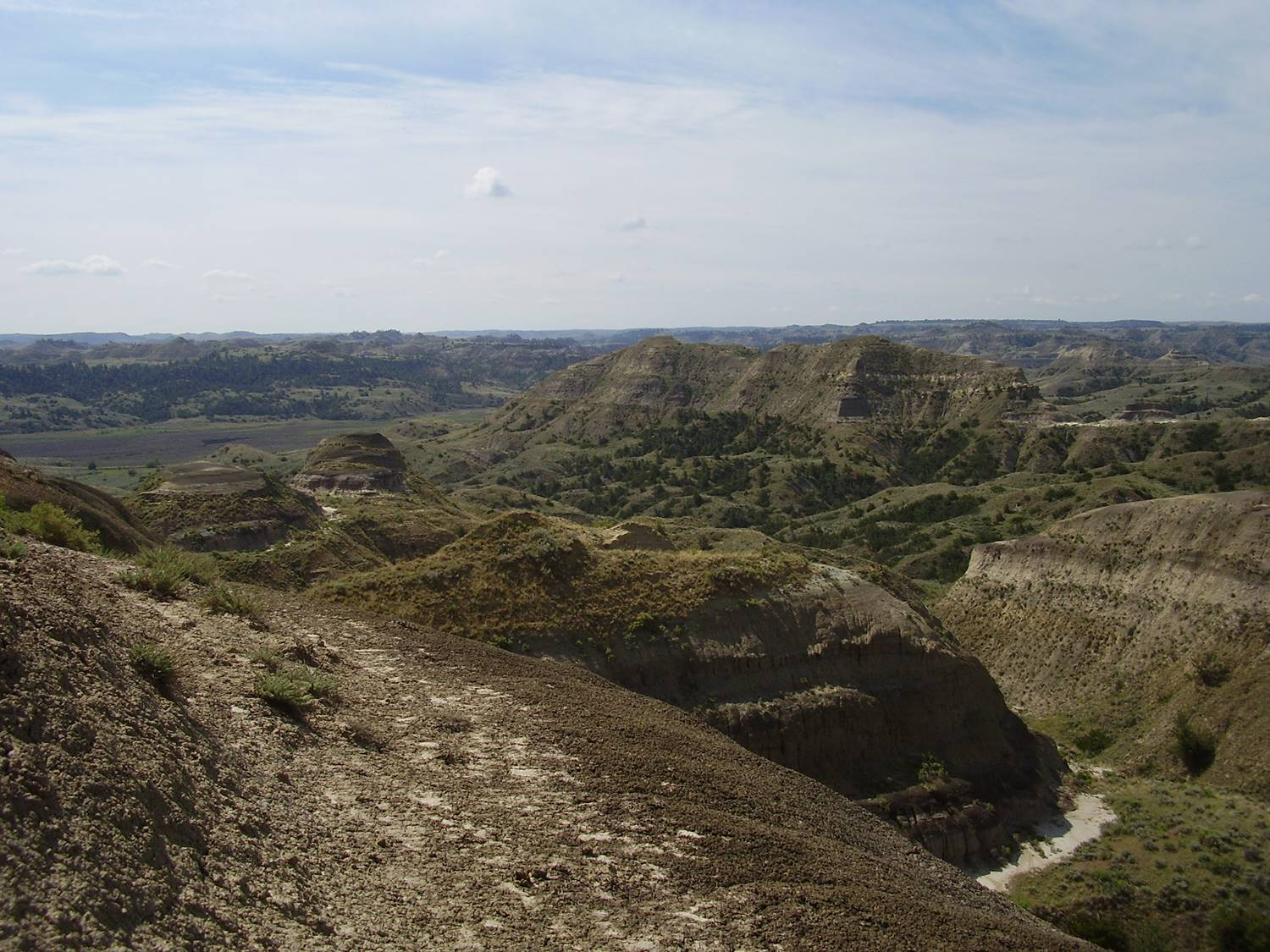
نمایی از پارک ایالتی نهر دوزخ «قلب» سازند نهر دوزخ
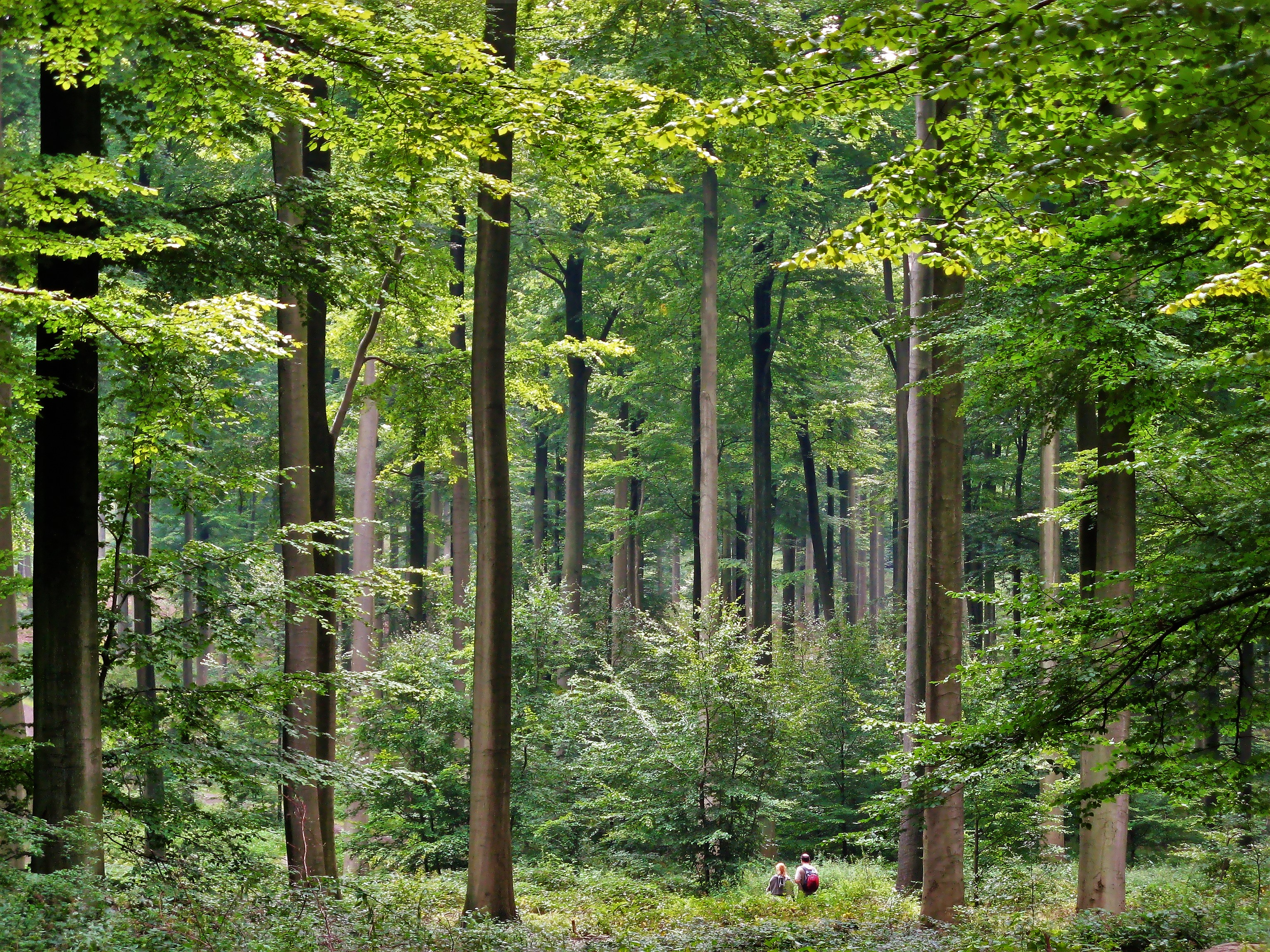
گیاهان غالب در سازند نهر دوزخ، گیاهان گلدار هستند